# Syringa
Syringa L., 1753 è un genere di piante angiosperme della famiglia delle Oleacee,  originario dell'Europa e dell'Asia.

## Descrizione
Comprende una dozzina di specie con forma di arbusti alte fino a 6 m con robusti rami ascendenti, che portano larghe foglie cuoriformi, fiori piccoli e profumatissimi, colorati di bianco puro, viola o lilla, riuniti in pannocchie piramidali, che fioriscono in aprile-maggio.

## Distribuzione e habitat
Il genere è indigeno dell'Europa ed Asia settentrionale, Estremo oriente, Persia. In Italia si trova soprattutto nei giardini, il lillà a fiori bianchi o violetto.

## Tassonomia
Il genere comprende le seguenti specie:
- Syringa emodi Wall. ex Royle
- Syringa josikaea J.Jacq. ex Rchb.
- Syringa komarowii C.K.Schneid.
- Syringa oblata Lindl.
- Syringa persica L.
- Syringa pinetorum W.W.Sm.
- Syringa pinnatifolia Hemsl.
- Syringa pubescens Turcz.
- Syringa reticulata (Blume) H.Hara
- Syringa tomentella Bureau & Franch.
- Syringa villosa Vahl
- Syringa vulgaris L.

## Proprietà curative ed usi antichi
La profumatissima Syringa vulgaris, meglio conosciuta come Lillà, è stata ampiamente usata in passato anche a scopo curativo.
Il decotto della corteccia veniva utilizzato come febbrifugo, all'infuso delle foglie venivano attribuite proprietà decongestionanti del fegato e digestive.
Con i fiori si preparavano profumi e si ricavava anche l'olio da massaggio (attraverso la macerazione) per combattere reumatismi e dolori.
Oggi, come tonico del cuore e della circolazione, si trovano in commercio i gemmoderivati (Syringa vulgaris macerato glicerico).
Era antica credenza che le fate amassero stare tra i fiori di Lillà e che, piantato in un luogo, lo purificasse dal male [senza fonte]. I fiori freschi potevano servire ad allontanare gli spiriti da luoghi infestati.
L'olio era impiegato nei rituali di equilibrio mentale, per i poteri psichici e la purificazione.

## Usi
Alcune specie, come Syringa persica  e Syringa villosa,  hanno un modesto interesse come piante decorative; mentre Syringa vulgaris arbusto forte e rustico, ormai diffuso e spontaneamente naturalizzato nel bacino del Mediterraneo, viene coltivato diffusamente come pianta ornamentale  con i numerosi ibridi e cultivar a fiore semplice o doppio.
I fiori di Syringa vulgaris sono eduli (commestibili), possono essere utilizzati in cucina per preparare alcune ricette.
La fioritura di Syringa vulgaris che si ha ad aprile, soprattutto in climi temperato-freddi dove non ci sono altra fioriture rilevanti, è utilizzata dalle api per ottenere nettare e polline.
Coltivata ad uso ornamentale, in parchi o giardini per la formazione di alte siepi, boschetti fioriti, gruppi isolati, etc.
Industrialmente per la produzione forzata invernale dei fiori, le varietà a fiore bianco candido, vengono utilizzate tradizionalmente come addobbi floreali delle cerimonie nuziali o nei battesimi, come simbolo di purezza.

## Metodi di coltivazione
Preferisce posizione soleggiata, suolo di medio impasto, acido o semi-acido, clima estivo umido, concimazioni regolari con fertilizzanti organici, annaffiature regolari ma non eccessive, prevedere periodiche disinfestazioni dei numerosi parassiti.
La potatura va eseguita subito dopo la fioritura primaverile, per favorire la formazione di gemme estive che porteranno i fiori nell'anno successivo.
La moltiplicazione avviene per talea, margotta,  per innesto su soggetti ottenuti da seme, propaggine o per mezzo dei polloni radicali.
La coltivazione industriale per la produzione forzata del fiore reciso, specialmente nelle cultvar a fiore bianco, prevede l'espianto dal terreno, in autunno, delle varietà precoci e robuste, con grosse gemme fiorifere, che svernano in luogo asciutto, e dopo 30-40 giorni trasferite in serra per la forzatura a 30 °C ed elevata umidità.